# Josef Kleefisch
Josef Kleefisch (auch Joseph) (* 13. Juli 1861 in Köln; † 4. März 1931 ebenda) war ein deutscher Goldschmied. Zusammen mit seinem Schwiegervater Gabriel Hermeling gehörte Kleefisch Ende des 19. Jahrhunderts „zu den gefragtesten Kunsthandwerkern, wenn es um Silber- und Emailarbeiten im karolingischen und gotischen Stil ging“.

## Werdegang
Kleefisch trat 1888 zunächst als Teilhaber in das Kölner Goldschmiedeatelier von Gabriel Hermeling (1833–1904) ein. Er war ab 1899 alleiniger Eigentümer des Ateliers, nachdem sich Hermeling, sein Schwiegervater, wegen schwerer Krankheit hatte zurückziehen müssen.
Zu Kleefischs Freundeskreis gehörte der bedeutende Kunstsammler und über weitreichende Beziehungen verfügende Kölner Domherr Alexander Schnütgen, der ihm Ausstellungen und den Kontakt zu wichtigen Auftraggebern ermöglichte.

## Ausstellungen, Preise, Ehrungen
Kleefisch konnte ab 1901 jährlich im Kölner Diözesanmuseum und 1903 und 1904 mit Einzelausstellungen im Kölner Kunstgewerbemuseum ausstellen. 1904 stellte er seine Arbeit auf der Weltausstellung in St. Louis vor und wurde dort mit einem „Grand Prix“ ausgezeichnet. Seine Wahl zum stellvertretenden Vorsitzenden der 1908 gegründeten „Meister-Gerhard-Gilde“ zeigte seine gute Vernetzung und Achtung unter Kölner Künstlern.

## Privatleben
Kleefisch war mit einer Tochter Gabriel Hermelings verheiratet.

## Werke

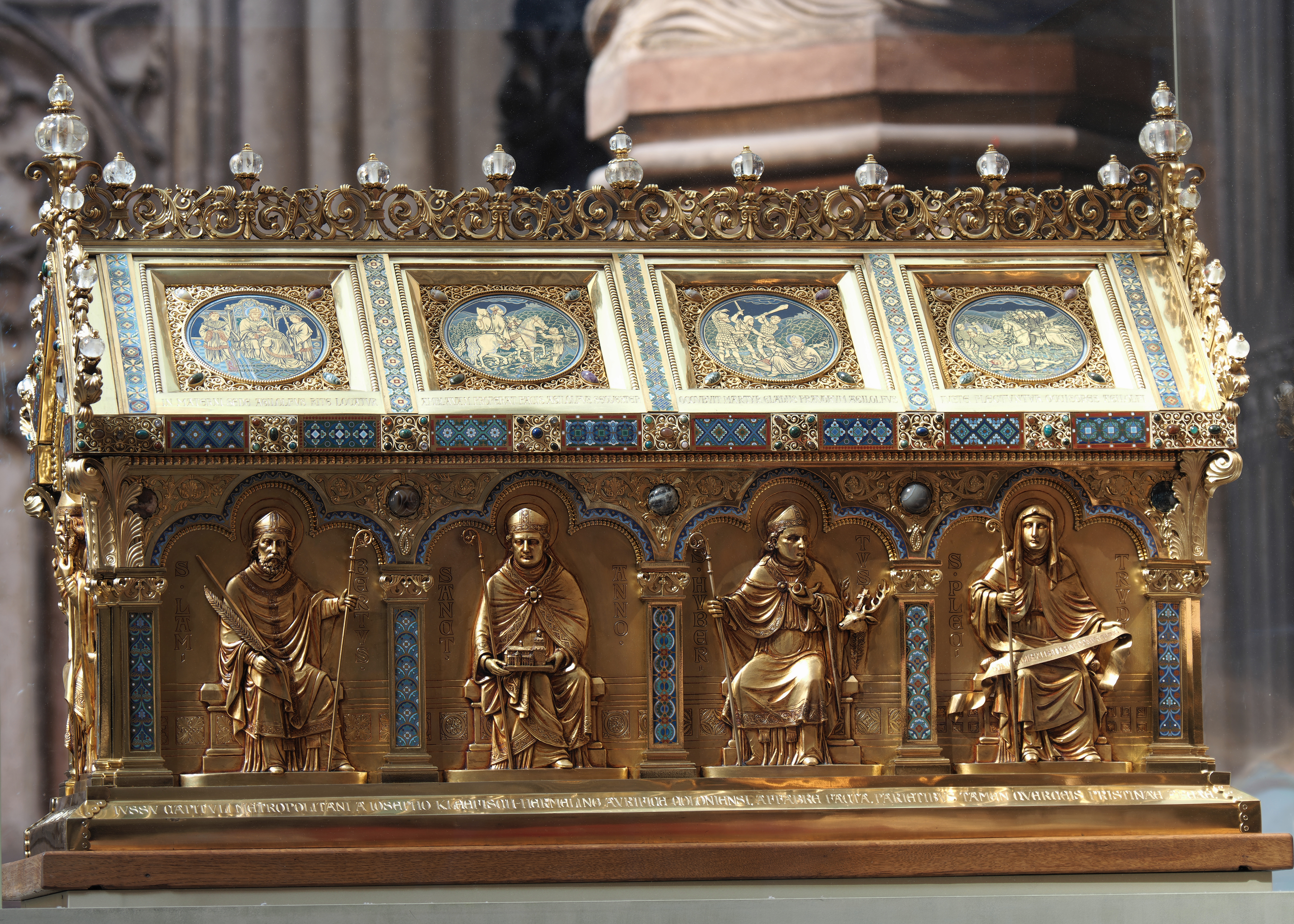
Agilolphusschrein im Kölner Dom (2020)

Die Werkzuschreibung erscheint heute nicht immer einfach, da er zunächst mit dem Namen seines Schwiegervaters signierte und die Mitwirkung von Mitarbeitern des Ateliers nicht immer geklärt ist. Zugeordnet wird ihm heute eine doppelflügelige Tabernakeltür (inzwischen Kölnisches Stadtmuseum), um 1905 entstanden. Der heutige Agilolphusschrein im Kölner Dom wurde von Josef Kleefisch 1914 gearbeitet. In der Kirche St. Hildegard in Eibingen erstellte er 1929 zum 750. Todestag von Hildegard von Bingen den Hildegardisschrein nach Entwürfen des Mönches Radbod Commandeur.
Nach der Teilnahme an der Weltausstellung in St. Louis widmete er sich verstärkt auch profanen Metallarbeiten, die er erstmalig auf der 7. Jahresausstellung der „Vereinigung Kölner Künstler“ im Kunstgewerbemuseum vorstellte. Für das Kölner Ratssilber fertigte er 1904 den Tafelaufsatz Die Industrie und führte auch die von Ernst Riegel entworfenen Fruchtschalen aus.